# 英國貿易投資總署
英國貿易投資總署（英語：UKTI）是英國政府協助該國企業拓展海外市場及外商投資的商務部門。 2016年7月由英國國際貿易部取代。

## 外部連結
- 官方网站